# Oktreotid
Oktreotid je acetatna so cikličnog oktapeptida. On je dugotrajni oktapeptid ima farmakološka svojstva koja oponašaju prirodni hormon somatostatin.

## Spoljašnje veze
|  | Molimo Vas, obratite pažnju na važno upozorenje u vezi sa temama iz oblasti medicine (zdravlja). |